# Zanthoxylum trijugum
Zanthoxylum trijugum är en vinruteväxtart som först beskrevs av Dunkley, och fick sitt nu gällande namn av Alma May Waterman. Zanthoxylum trijugum ingår i släktet Zanthoxylum och familjen vinruteväxter. Inga underarter finns listade i Catalogue of Life.